# NGC 4656
NGC 4656 је спирална галаксија у сазвежђу Ловачки пси која се налази на NGC листи објеката дубоког неба.
Деклинација објекта је + 32° 10' 11" а ректасцензија 12h 43m 58,1s. Привидна величина (магнитуда) објекта NGC 4656 износи 10,1 а фотографска магнитуда 10,7. Налази се на удаљености од 7,2000 милиона парсека од Сунца. NGC 4656 је још познат и под ознакама UGC 7907, MCG 5-30-66, CGCG 159-65, IRAS 12417+3228, KCPG 350B, FGC 174A, KUG 1241+324, PGC 42863.